# Wołycia (rejon sławucki)
Wołycia (ukr. Волиця) – wieś na Ukrainie, w obwodzie chmielnickim, w rejonie sławuckim. W 2001 roku liczyła 411 mieszkańców.
Pierwsza wzmianka o miejscowości pochodzi z 1593 roku. W 1945 roku zmieniono nazwę wsi Wulka (ukr. Вулька) na Wołycia. W czasach radzieckich w miejscowości znajdowała się siedziba kołchozu „Czerwona zirka”.